# CMA CGM Air Cargo
CMA CGM Air Cargo è la divisione aerea cargo del gruppo marittimo CMA CGM.

## Storia
La compagnia è stata fondata nel 2021 con una flotta di quattro Airbus A330-200F e due Boeing 777F. I quattro Airbus, inizialmente operati da Air Belgium e basati a Liegi sono stati progressivamente reimmatricolati in Francia e spostati all'aeroporto Charles-de-Gaule di Parigi insieme ai due Boeing. La società sta inoltre attuando un importante piano di espansione per raddoppiare la propria flotta, sia in termini di numeri che di capacità. Nello specifico, nel novembre 2021 e nel giugno 2022, CMA CGM Air Cargo ha ordinato rispettivamente quattro Airbus A350F e due ulteriori Boeing 777F.
Nel maggio 2022, CMA CGM, la società madre della compagnia aerea, ha firmato una partnership strategica con Air France-KLM per sviluppare congiuntamente le capacità per il trasporto aereo di merci. Nell'ambito dell'accordo, CMA CGM potrebbe anche acquisire una partecipazione fino al 9% nel gruppo aereo franco-olandese.

## Destinazioni
Al 2022, CMA CGM Air Cargo collega regolarmente Parigi con Atlanta, Bangkok, Chicago, Hong Kong, Seul e Shanghai.

## Flotta
A dicembre 2022 la flotta di CMA CGM Air Cargo è così composta: